# 篠原孝
篠原 孝（しのはら たかし、1948年7月17日 - ）は、日本の農水官僚、政治家。学位は博士（農学）（京都大学・2001年）。立憲民主党所属の衆議院議員（8期）。
農林水産省経済局統計情報部管理課課長、農林水産技術会議事務局研究総務官、農業総合研究所企画連絡室研究調整官、農業総合研究所所長、農林水産政策研究所所長）、農林水産副大臣、民進党選挙対策委員長、衆議院懲罰委員長、立憲民主党幹事長代行などを歴任した。

## 概要
京都大学法学部卒業後、農林省に入省し、その後継組織である農林水産省にて経済局統計情報部管理課課長などを歴任した。農林水産省の特別の機関である農林水産技術会議では、事務局研究総務官を務めた。農業総合研究所では企画連絡室研究調整官を経て所長に就任し、農林水産政策研究所でも所長に就任した。2003年の第43回衆議院議員総選挙にて当選を果たし、政治家に転身した。菅直人内閣、菅直人第1次改造内閣、菅直人第2次改造内閣にて農林水産副大臣を務めた。

## 来歴

### 生い立ち
長野県中野市田麦生まれ。中野市立長丘小学校(2020年に統廃合)、中野市立中野平中学校、長野県長野高等学校卒業。1973年3月、京都大学法学部卒業。同年4月、農林省に入省（農林経済局統計情報部管理課・企画情報課）。

### 官僚として
本省勤務の他、経済協力開発機構 (OECD) 日本政府代表部参事官、農水省農林水産政策研究所所長を経て、退官。農水官僚時代はフードマイレージの概念を提唱した。

### 政治家として

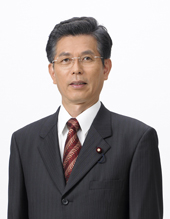
農林水産副大臣就任に際して公表された肖像写真

2003年、第43回衆議院議員総選挙に民主党公認で長野1区から出馬。長野1区では自由民主党公認の小坂憲次に僅差で敗れたが、重複立候補していた比例北陸信越ブロックで復活し、初当選した。当選後、衆議院予算委員会に所属し、BSE問題について首相の小泉純一郎や農林水産大臣の武部勤に対して質疑を行った。
2005年の第44回衆議院議員総選挙では、長野1区で再び小坂に敗れたが、比例北陸信越ブロックで復活し、再選。2006年9月より、民主党次の内閣でネクスト農林水産大臣を務め、農家への戸別所得補償制度の立案に携わる。2009年の第45回衆議院議員総選挙では、長野1区で小坂を破り、初めて選挙区で当選した。
2010年、菅直人内閣で農林水産副大臣に任命され、菅直人第2次改造内閣まで務める。2011年9月の民主党代表選挙では、現職の農林水産大臣であった鹿野道彦を支持し、代表選出馬に際して鹿野が旗揚げした素交会の結成に参加（鹿野は野田佳彦らに敗れ、1回目の投票で4位に終わった）。野田内閣発足に伴い農林水産副大臣を退任し、民主党副幹事長に就任。
2012年の消費増税をめぐる政局では、6月26日の衆議院本会議で行われた消費増税法案の採決で、党の賛成方針に反して棄権した。民主党は7月3日の常任幹事会で厳重注意処分とする方針を決定し、7月9日の常任幹事会で正式決定した。
同年12月16日の第46回衆議院議員総選挙には民主党公認、国民新党推薦で出馬。与党に猛烈な逆風が吹き荒れる中、長野1区で自民党新人の小松裕、日本維新の会新人の宮沢隆仁を下し、4選。同年12月25日に行われた民主党代表選挙では海江田万里の推薦人に名を連ねた。また同年、フランス共和国農事功労章シュヴァリエを受章。
2014年12月14日の第47回衆議院議員総選挙では、長野1区で自民党前職の小松裕、次世代の党前職の宮沢隆仁らを破り、5選。この選挙で民主党代表の海江田万里が落選。海江田の辞任に伴い2015年1月18日に行われた代表選挙に当初は立候補に意欲を示していたが、立場の近い候補と一本化するため自身の出馬は見送り、自身も所属する素交会も推す長妻昭元厚生労働大臣を支持。長妻の推薦人に名を連ねたが、長妻は1回目の投票で最下位に終わった（当選者は岡田克也）。
2016年9月15日の民進党代表選挙では前原誠司の推薦人に名を連ねた。代表選の選挙戦中、二重国籍問題が発覚した蓮舫代表代行（当時）に対し、自身のブログで代表選からの撤退を求め、9月15日の常任幹事会で党執行部に代表選のやり直しを要求したが、枝野幸男幹事長は応じず、蓮舫は前原、玉木雄一郎を破り、民進党代表に選出された。
2017年7月27日、民進党代表の蓮舫が、同月の東京都議会議員選挙の結果を受けて辞任を表明。蓮舫の辞任に伴う代表選挙（9月1日実施）では前原誠司の推薦人に名を連ねた。
同年9月28日、民進党は希望の党への合流を決定。9月29日、希望の党代表の小池百合子はリベラル派議員について「排除されない、ということはございませんで、排除いたします」と明言。9月30日、民進党の前職、元職計15人の「排除リスト」が出回り、その中には篠原の名前もあった。10月1日夜、民進党は、公認申請する際に小池代表宛てに署名し、提出する「政策協定書」の原案を各都道府県連に送付。原案には「限定的な集団的自衛権の行使を含め安全保障法制を基本的に容認する」との記述があり、篠原は「こんな内容は受け入れるわけにはいかない」と思ったという。10月2日午後5時、枝野幸男が立憲民主党を立ち上げると宣言。同日午後6時、希望の党から、翌日朝9時までに離党届と政策協定書にサインし、提出するよう連絡が入る。民進党本部や党長野県連から電話があり、サインをするよう求められるが、篠原は拒否した。
ところが10月3日午後に発表された希望の党の第1次公認192人の中になぜか篠原も含まれていた。篠原は公認辞退を申し入れ、10月4日、希望の党は公認を取り消した。同日、無所属で出馬する意向を固めたと明らかにした。10月22日の第48回衆議院議員総選挙に無所属で立候補し、6選。その後、同26日に岡田克也が代表を務める無所属の会の結成メンバーとなった。
2018年5月7日、民進党と希望の党が合流して新党・国民民主党が結成され、無所属の会を退会しこれに参加した。
2020年8月24日、旧立憲民主党と旧国民民主党は、2つの無所属グループを加えた形で合流新党を結成することで合意。同年9月10日に行われた新「立憲民主党」の代表選挙では泉健太の推薦人に名を連ねた。
2021年10月31日の第49回衆議院議員総選挙に立憲民主党公認で立候補。自民党が擁立した元参議院議員の若林健太に敗れるも、比例復活で7選。枝野幸男代表の辞任に伴う代表選挙（11月30日実施）では西村智奈美の推薦人に名を連ねた。同選挙で西村は泉健太に敗れたが、幹事長に就任。篠原は幹事長代行に就任した。同年12月5日、衆院選で長野県内の小選挙区で自身を含め、当選者を減らした責任を取り、立憲民主党長野県連代表を辞任した（後任は下条みつ）。
2024年10月15日、第50回衆議院議員総選挙が公示され、長野1区からは篠原、自民党現職の若林、日本維新の会新人の若狭清史の計3人が立候補した。10月17日から18日にかけて各紙は序盤情勢を発表。読売新聞は「篠原と若林が互角」と報じ、毎日新聞は「若林と篠原が横一線」と報じた。10月18日、若林陣営のある県議は中野市で行われた街頭演説で「言っちゃ悪いが、相手は76歳だ」と篠原の年齢を批判した。篠原は同日の取材に「私にはカネも女性も問題がないから、それしか批判することがないのだろう」と述べた。自民党は裏金問題や統一教会問題、10月23日に発覚した非公認候補への2000万円支給問題などで逆風が吹き荒れた。10月27日、総選挙執行。投票締め切りの20時直後に信濃毎日新聞は篠原の当選確実を報じ、篠原は8期目の当選を果たした。裏金議員として比例重複が認められなかった若林は議席を失った。若狭清史は比例復活もならず落選した。

## 政策・主張

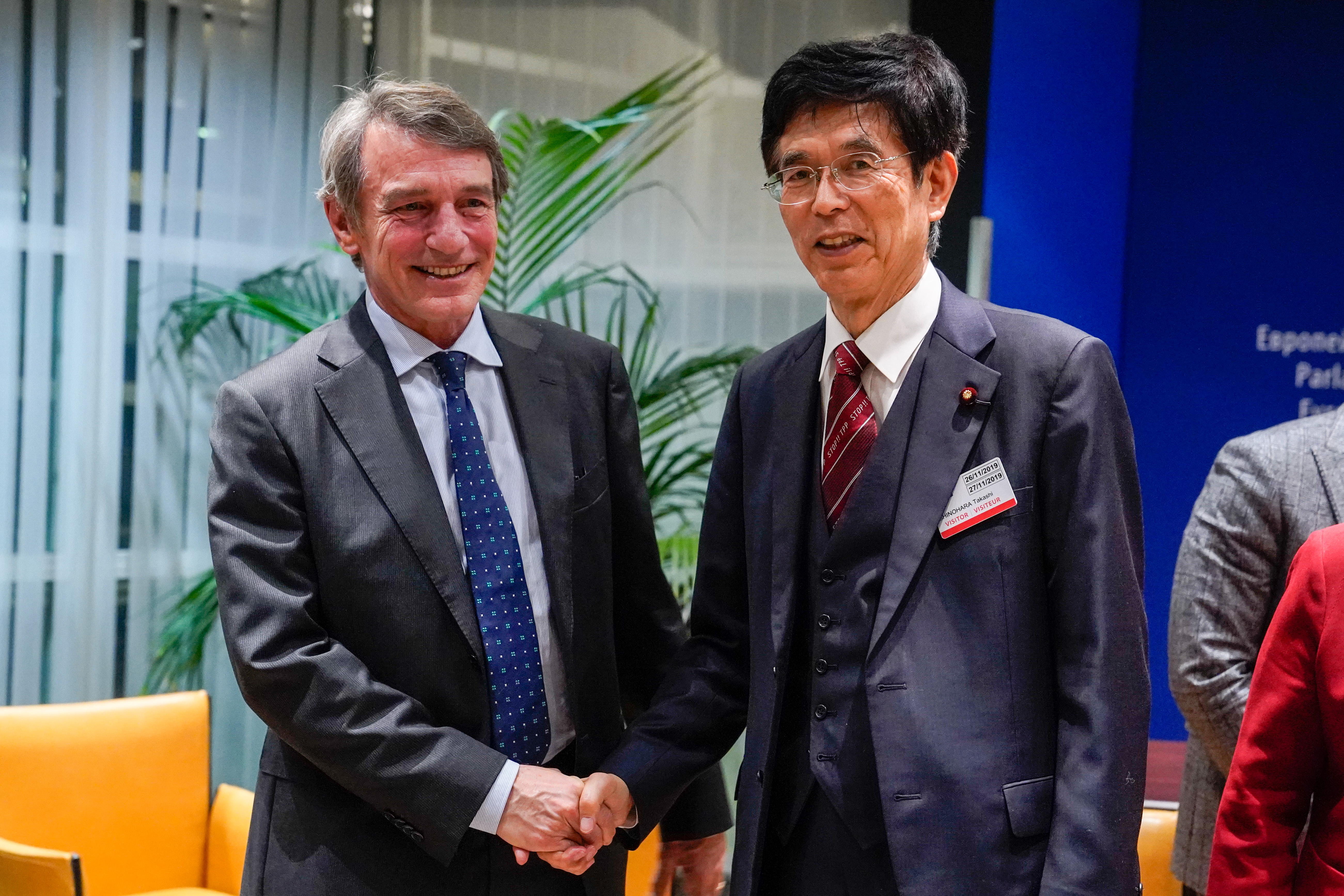
2019年、ダヴィド・サッソリと

- 永住外国人への地方選挙権付与にどちらかと言えば賛成[58]。
- 集団的自衛権の行使を禁じた内閣法制局の憲法解釈の見直しに反対[59]。
- 女性宮家の創設に賛成[59]。
- 日本のTPP参加に反対[59]。
- 選択的夫婦別姓制度の導入に賛成[60]。
- 健康増進法を努力規定ではなく義務規定として、受動喫煙防止を徹底することに反対[61]。

## 活動
- 2008年6月12日、小沢一郎らの主導により第21回参議院議員通常選挙のマニフェストに記載された農家への戸別所得補償について否定的な見解を示した副代表（当時）の前原誠司に対し、「前原誠司副代表の妄言を糾弾し、その『退場』を勧告する」と題したメールをネクスト農林水産大臣経験者である筒井信隆、山田正彦、篠原の連名で民主党所属議員に配信した[62]。

- 2014年4月21日、元行政刷新担当大臣の蓮舫や社会民主党党首の吉田忠智ら19人の連名[注 2]で、第2次安倍内閣が目指す憲法解釈変更による集団的自衛権の行使容認を支持しないようアメリカ大統領のバラク・オバマに求める文書を在日米大使館に提出した[63][64]。

## 旧統一教会との関係
安倍晋三銃撃事件の動機とされる政治家と統一教会との癒着問題を受け立憲民主党が所属議員の調査（「立憲民主党の旧統一教会とのかかわり調査結果」）では、2004年長野県の「ホテル国際21」で開催された平和統一聯合の会合に祝電を送っていたことが明らかになった。
『やや日刊カルト新聞』にて、2016年開催の天宙平和連合「祖国郷土還元日本大会」に祝電を送った旨の報道（2017年10月26日当時のアーカイブ）があったが、このイベント自体開催された痕跡がなく、「立憲民主党の旧統一教会とのかかわり調査結果」の中では『やや日刊カルト新聞』の「事実誤認」とされた。なお『やや日刊カルト新聞』からも篠原に関する記述は削除されている（2022年9月現在）。篠原自身もブログで祝電を打っていないことを明らかにしている。

## 人物
- 元衆議院議員で名古屋市長の河村たかしは、かつて議員会館での部屋が隣同士だった間柄で親しく、河村に誘われ議員年金廃止議員連盟に加盟していた。また、民主党代表選挙に際しては「河村たかしを一度でいいから代表選に出す会」会長を自称し、毎回河村の推薦人に名を連ねたが[要出典]、結局河村は一度も立候補に必要な20人の推薦人を集められないまま、名古屋市長選出馬のため2009年に衆議院議員を辞職した。
- 趣味は、テニス、野球、卓球、読書。
- 家族は妻と1女2男[69]。
- JR総連から組織推薦候補として支援を受けており[70]、JR総連推薦議員懇談会の事務局共同代表を務めている[71]。

## 訴訟
- 2019年7月、自身のブログで政府の国家戦略特区ワーキンググループの原英史座長代理を毎日新聞の記事に基づいて「地位を利用して金銭的利益を得た」などと批判した。これにより、原は名誉を毀損されたとして、篠原に対して訴訟を起こした。2021年3月29日、東京地裁の中吉徹郎裁判長は名誉毀損を認め、篠原に165万円の支払いを命じた[72][73]。2022年1月13日、東京高裁の中山孝雄裁判長は名誉毀損を認めた上で1審から賠償額を上積みし、篠原に220万円の支払いを命じた[74]。

## 選挙歴
| 当落 | 選挙                   | 執行日         | 年齢 | 選挙区      | 政党       | 得票数     | 得票率 | 定数 | 得票順位 /候補者数 | 政党内比例順位 /政党当選者数 |
| ---- | ---------------------- | -------------- | ---- | ----------- | ---------- | ---------- | ------ | ---- | ------------------ | ---------------------------- |
| 比当 | 第43回衆議院議員総選挙 | 2003年11月09日 | 55   | 長野県第1区 | 民主党     | 11万1821票 | 42.58% | 1    | 2/3                | 1/5                          |
| 比当 | 第44回衆議院議員総選挙 | 2005年09月11日 | 57   | 長野県第1区 | 民主党     | 12万1185票 | 40.82% | 1    | 2/3                | 3/4                          |
| 当   | 第45回衆議院議員総選挙 | 2009年08月30日 | 61   | 長野県第1区 | 民主党     | 16万1543票 | 51.27% | 1    | 1/4                | /                            |
| 当   | 第46回衆議院議員総選挙 | 2012年12月16日 | 64   | 長野県第1区 | 民主党     | 8万9400票  | 36.60% | 1    | 1/4                | /                            |
| 当   | 第47回衆議院議員総選挙 | 2014年12月14日 | 66   | 長野県第1区 | 民主党     | 9万6333票  | 45.82% | 1    | 1/4                | /                            |
| 当   | 第48回衆議院議員総選挙 | 2017年10月22日 | 69   | 長野県第1区 | 無所属     | 13万1883票 | 54.06% | 1    | 1/4                | /                            |
| 比当 | 第49回衆議院議員総選挙 | 2021年10月31日 | 73   | 長野県第1区 | 立憲民主党 | 12万1962票 | 48.71% | 1    | 2/2                | 2/3                          |
| 当   | 第50回衆議院議員総選挙 | 2024年10月27日 | 76   | 長野県第1区 | 立憲民主党 | 10万5231票 | 46.26% | 1    | 1/3                | /                            |

## 所属団体・議員連盟
- 立憲フォーラム（呼びかけ人）
- 食の安全・安心を創る議員連盟（会長）
- 有志議員による建設職人の安全・地位向上推進議員連盟（会長代行）

## 著書
- 単著
  - 『アメリカは田舎の留学記 - 霞ケ関いなかっぺ官僚』（柏書房、1983年）
  - 『農的小日本主義の勧め』（柏書房、1985年・創森社、1995年）
  - 『第一次産業の復活 - 森と水と土の世紀』（ダイヤモンド社、1995年）
  - 『EUの農業交渉力 - WTO交渉への戦略を練る』（農山漁村文化協会、2000年）
  - 『農的循環社会への道』（創森社、2000年）
  - 『花の都パリ「外交赤書」』（講談社+α新書、2007年）ISBN 4062724413
  - 『TPPはいらない！ - グローバリゼーションからジャパナイゼーションへ』（日本評論社、2012年）
  - 『原発廃止で世代責任を果たす - 放射能汚染は害毒 原発輸出は恥』（創森社、2012年）
- 学位論文
  - 篠原孝、「EUのUR農業交渉とCAP改革における政策決定プロセスの研究」博士（農学）、乙種第10755号, 論農博第2393号、2001年、京都大学
- 編・解説
  - 『日本農業100の意見100の主張 - 農業・農政提言集』（柏書房、1987年）
- 共著
  - 篠原孝・森永和彦『飽食のかげの星条旗』（家の光協会、1982年）
- 共監修 
  - 篠原孝・唯是康彦監修『食糧超大国の崩壊 - アメリカ農務省特別調査報告』（家の光協会、1982年）
- 共監訳 
  - 嘉田良平・篠原孝監訳『食糧超大国 - 食糧は十分にあるだろうか アメリカ農務省特別白書』（家の光協会、1982年）